# تل موند
 تل موند ((بالعبرية: תֵּל מוֹנְד) هي بلدة في منطقة سهل شارون بإسرائيل، وتقع شرق نتانيا وشمال كفار سابا. في عام 2019 كان عدد سكانها 13,144.

## التاريخ
تأسست مدينة تل موند في عام 1929 على يد ألفريد موند. كان اللورد ميلشيت صناعيًا بريطانيًا ووزيرًا سابقًا للحكومة ورئيسًا للمؤسسة الصهيونية البريطانية. قامت شركة زراعات إسرائيل، التي يرأسها موند، بشراء الأراضي في المنطقة وزرعت بساتين الحمضيات لتوفير فرص العمل للعمال اليهود. في عام 1933، اشترت مجموعة من المزارعين الأراضي من الشركة وأسسوا موشاف تل موند. في عام 1936، أنشأت مجموعة أخرى موشاف كفار زيف، الذي سمي على اسم البارون سييف الذي تبع اللورد ميلشيت واستقر في تل موند مع زوجته. في عام 1943، أسس مهاجرون جدد من اليمن شيشونات يعقوب. في الخمسينيات من القرن الماضي، تم بناء نفيه عوفيد وحضر حاييم لاستيعاب موجة الهجرة الكبيرة (بشكل أساسي من اليمن) بعد تأسيس الدولة. في عام 1954، تم دمج كل هذه المجتمعات لتشكيل المجلس المحلي لتل موند. أسست قرى تل موند المناطق الريفية المحيطة، كفار هس، وحيروت، وعين فيرد .
على مدى العقد الماضي، نما المجتمع من بلدة صغيرة إلى مدينة صغيرة مكتفية ذاتياً سريعة النمو تقدم خدمات للمجتمعات الإقليمية الأخرى، ومن المتوقع أن يتجاوز عدد سكانها 25000 في عام 2030. في يونيو 2013، أقامت كيهلات ميفاسير صهيون، وهي جماعة أرثوذكسية جديثة في تل موند، حفل افتتاح للكنيس الذي بني حديثًا، وحضره نفتالي بنت وزير الاقتصاد. في يونيو 2017 ، عينت وزارة الداخلية شموئيل سيسو عمدة بلدية تل موند.

## المعالم

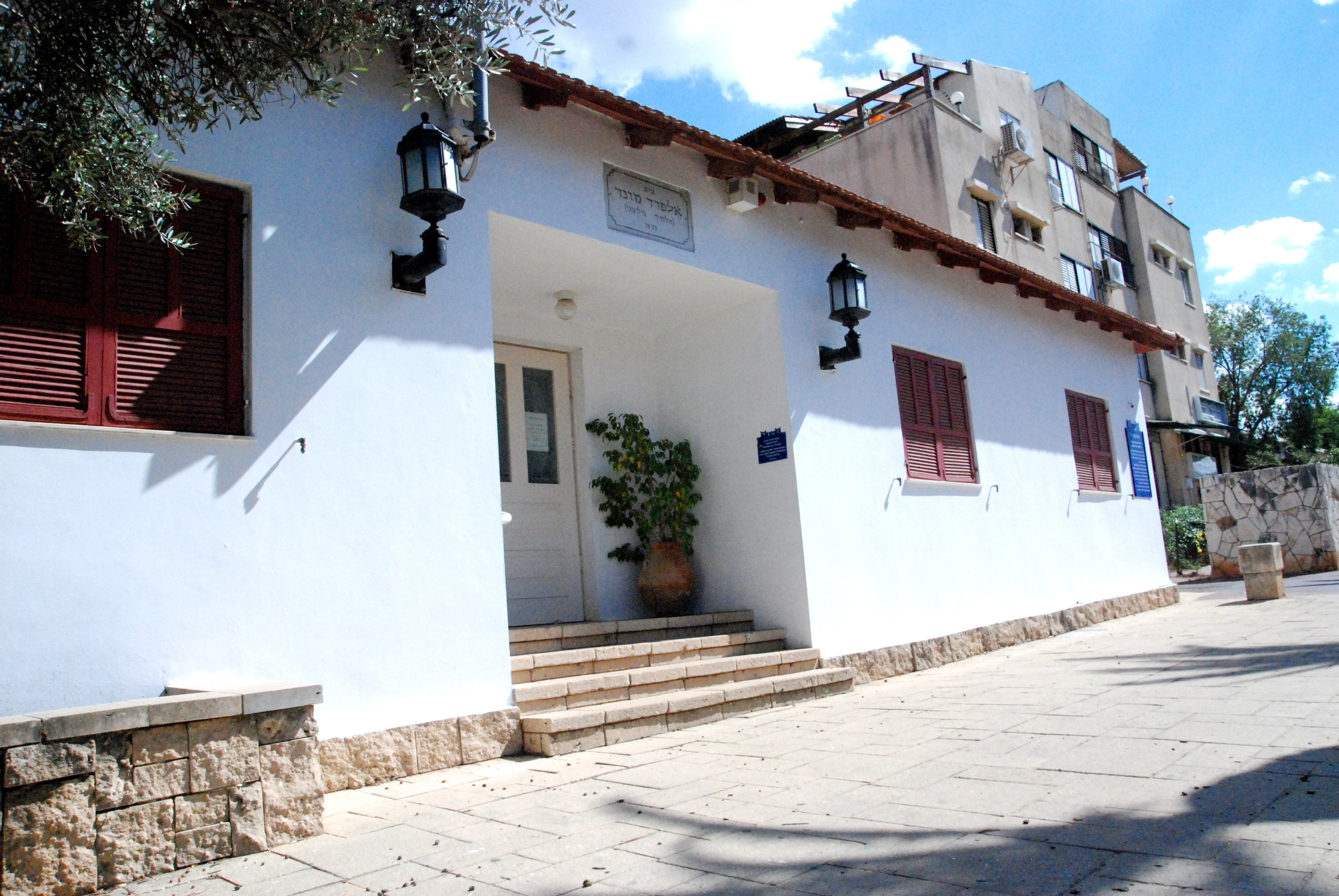
متحف بيت اللورد

تم تحويل منزل اللورد ميلشيت إلى متحف لتوثيق تاريخ تل موند، ويوجد خارج المتحف تمثال لورد ميلشيت من تصميم باتيا ليشانسكي.

## سكان بارزون
- بارت بيرمان، عازف البيانو والملحن.
- ابراهام هيرشسون، وزير المالية السابق.
- إيمانويل روزن، صحفي وشخصية تلفزيونية.
- يهوشوا سوبول، مؤلف ومخرج مسرحي.

## المدن التوأم
- وصلة=|حدود ساراسوتا، فلوريدا (1994)[7]